# Espursim
L’espursim, gatvaire, gatet o gató, entre altres noms vernacles (Scyliorhinus stellaris) és una espècie de tauró carcariniforme de la família dels esciliorrínids, que es troba al Mediterrani i a l'Atlàntic nord-oriental (des de les illes Shetland, sud d'Escandinàvia i les Illes Britàniques fins a la desembocadura del riu Congo). No s'ha de confondre amb el gat ver o gató.
No apareix amb tanta freqüència com el gat, tot i que a les llotges de peix dels Països Catalans se subhasta amb ell. És una espècie pesquera d'interès comercial. La carn és bona per menjar. Els pescadors el pelen i decapiten abans de dur-lo a la subhasta. Es pesca amb l'art de ròssec, tresmall i palangre.

## Morfologia
- Cos allargat i cepat.

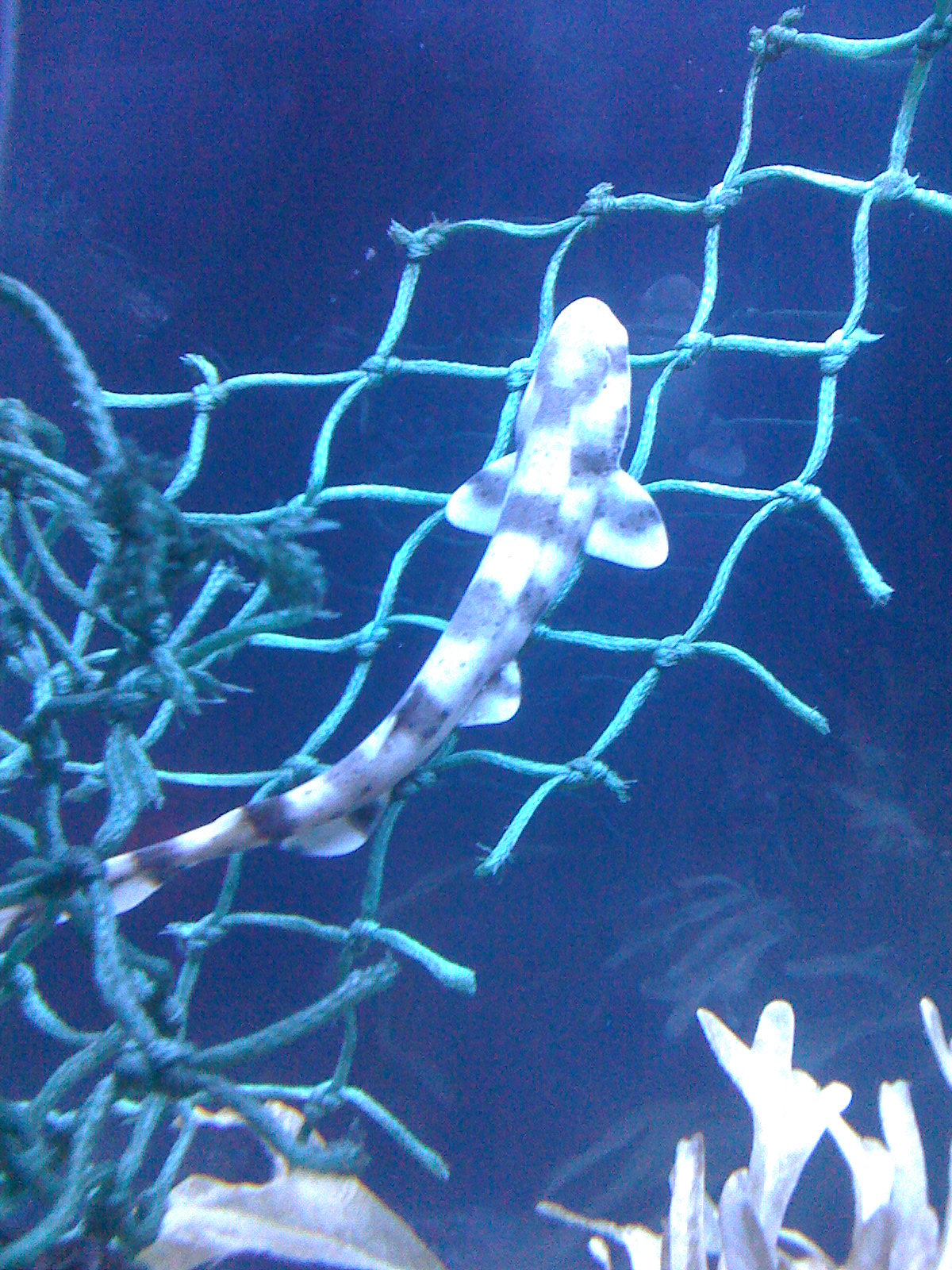
Gatvaire

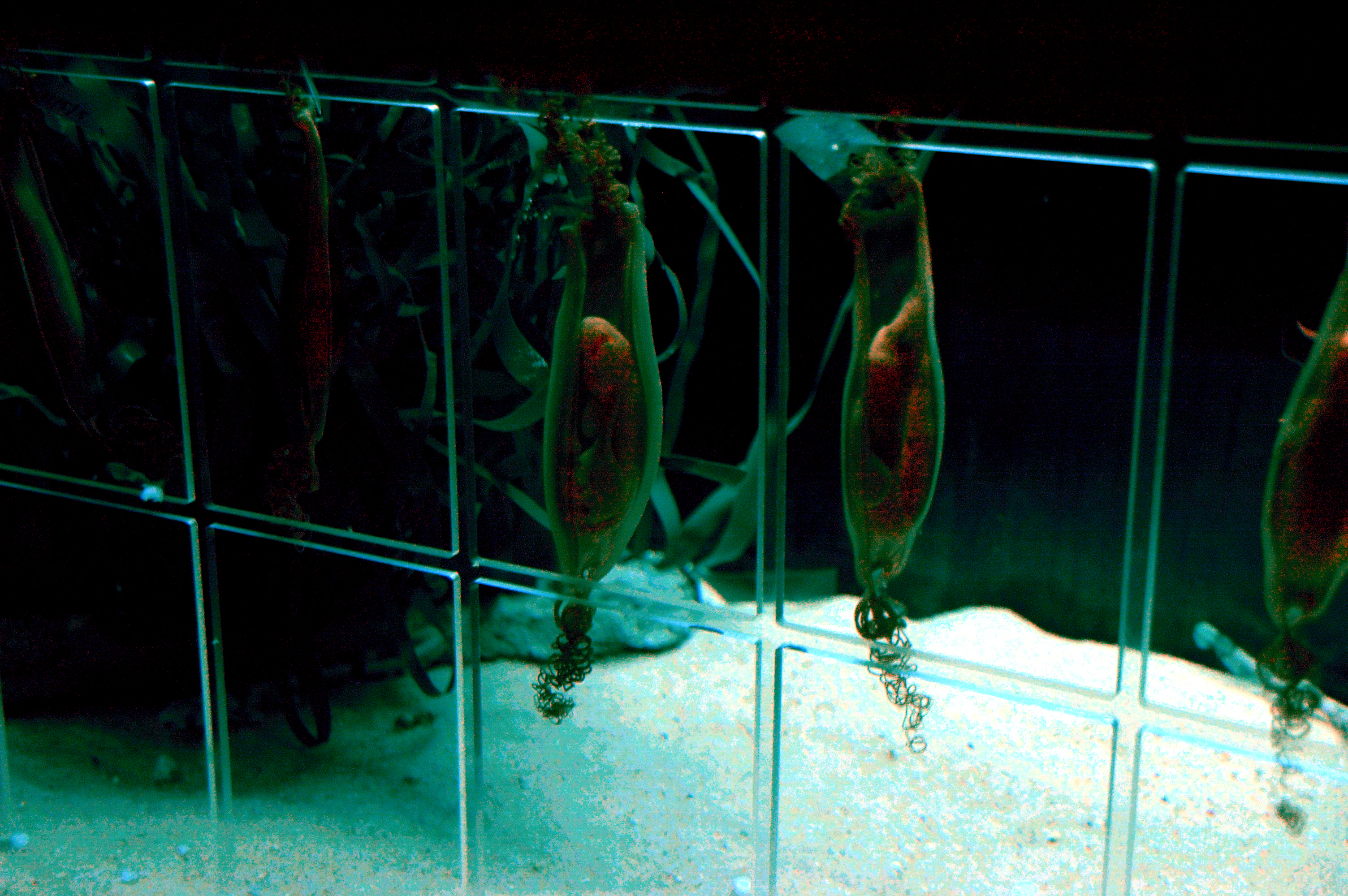
Posta de gatvaire en un aquari.

- Vàlvules nasals ben desenvolupades, separades i sense arribar a la boca.
- Presenta cinc parells de fenedures branquials, els dos darrers per sobre de les pectorals.
- Sense membrana nictitant.
- Té les dues aletes dorsals en posició endarrerida.
- La segona aleta dorsal és més petita que la primera.
- La coloració varia segons l'edat i l'hàbitat.
- El dors és gris fosc o bru rogenc, amb taques de diverses mides, fosques i alguns cops blanques.
- La cara ventral és blanquinosa sense taques.
- La longitud màxima és de 162 cm, i és adult als 125 cm.

## Ecologia
Viu generalment en fons de sorra o pedra, i també a la zona del corall. Se'l troba a profunditats que van de 1-2 m fins a 125 m, però és més comú entre 20 i 60 m. És actiu al capvespre i a la nit; de dia resta descansant al fons. Els individus adults van a les aigües més fondes per aparellar-se i tornen a les somes per a fresar.
Menja principalment crustacis i mol·luscs, a més d'una gran varietat de petits peixos bentònics i demersals, inclòs el gat.
És ovípar. L'ou és protegit per una càpsula còrnia marró, entre 10 i 13 cm de llarg per 3 o 4 cm d'ample, i presenta uns llargs circells a cada angle que serviran per a fixar-lo al substrat. La fresa es produeix durant tot l'any i a cada una pon dos ous (un de cada oviducte). El petit surt de la càpsula al cap de 9 mesos i fa aproximadament 16 cm de longitud total.